# Rue Pré Binet
La rue Pré Binet est une rue faisant partie du quartier administratif du Longdoz à Liège en Belgique.

## Odonymie

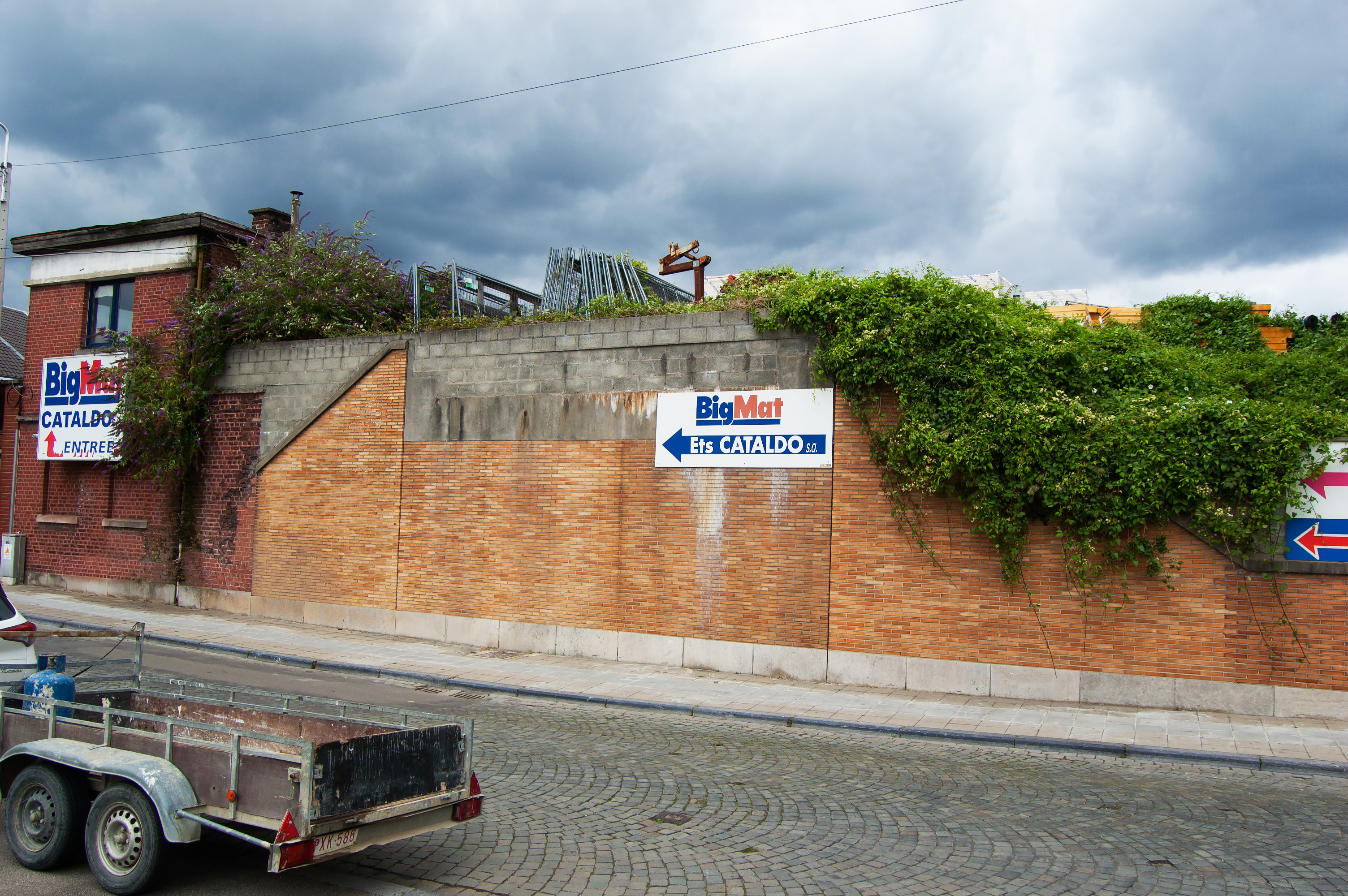
La base du pont ferroviaire disparu.

## Description
Le pont de la connexion Y Froidmont de la gare de Liège-Longdoz à la ligne 40 enjambait la rue jusqu'en 1990. Aux nos 15 et 17 se trouvent deux maisons anciennes en briques.

## Voies adjacentes
- Rue Grétry
- Rue Bonne-Femme
- Rue de la Limite
- Boulevard Raymond Poincaré